# 朴帥眉
朴帥眉（1978年1月3日—），韓國女演員。
2010年出演《巨商金萬德》與韓載錫相識，並於2011年5月公開戀情，2013年4月21日結婚。並育有兩女

## 演出作品

### 電視劇
- 2001年：MBC 《悄悄愛上妳》飾演 荷娜
- 2001年：KBS《冬季戀歌》飾演 吳彩琳
- 2002年：SBS《壞女孩》飾演 朴在京
- 2003年：SBS《All In》飾演 徐芝熙
- 2005年：KBS《黃金蘋果》飾演 金敬淑
- 2008年：MBC《我的女人》飾演 尹世拉
- 2009年：KBS《Style》飾演 崔雅英（客串）
- 2010年：KBS《巨商金萬德》飾演 吳文善／末順
- 2012年：JTBC《給親愛的你》飾演 徐燦珠
- 2016年：KBS《鄰家律師趙德浩》飾演 張海卿
- 2018年：KBS《就算死也喜歡》飾演 劉詩白
- 2019年：KBS《鄰家律師趙德浩2：罪與罰》飾演 張海卿
- 2025年：TVING《春畫戀愛談》飾演 淑嬪金氏

### 電影
- 2004年：《Dance With The Wind》
- 2007年：《Paradise Murdered》
- 2009年：《手機》

## 腳註
1. ↑  .   [2013-04-24]. （原始内容存档于2016-03-04）.
2. ↑  .   [2013-02-26]. （原始内容存档于2013-02-27）.

## 外部連結
- NAVER （页面存档备份，存于）
- 官方網站
- 朴帥眉的X（前Twitter）
- 朴帥眉的Instagram帳戶